# Brachionycha albicilia
Brachionycha albicilia är en fjärilsart som beskrevs av Shigero Sugi 1970. Brachionycha albicilia ingår i släktet Brachionycha och familjen nattflyn. Inga underarter finns listade i Catalogue of Life.